# SDS-1
SDS-1 (Small Demonstration Satellite) ist ein japanischer Satellit. Er wurde am 23. Januar 2009 um 3:54 Uhr UTC zusammen mit GOSAT auf einer H-IIA-Rakete vom Weltraumbahnhof Tanegashima gestartet.

## Mission
SDS-1 wurde als Testsatellit entwickelt, um Technologien und Prozesse zur Satellitenentwicklung und zum Satellitenbau zu überprüfen und zu optimieren.

### Instrumente
Folgende Instrumente und Experimente wurden in SDS-1 verbaut:
| Instrument                                            | Funktion                                                                                                   |
| ----------------------------------------------------- | --- |
| Space Wire Demonstration Module                       | Test eines neuen Mikroprozessors.                                                                          |
| Multi-mode Integrated Transponder                     | Test von vier unterschiedlichen Kommunikationsprotokollen für zukünftige Satelliten (USB, QPSK, CDMA, SSA) |
| Advanced Microprocessor In-orbit Experiment Equipment | Test einer neuen Computerplatine und deren Komponenten.                                                    |

## Meilensteine
Am 27. Januar 2009 gab die japanische Raumfahrtagentur JAXA bekannt, dass die „kritische Phase“ vorüber sei, das heißt der Satellit seine endgültige Umlaufbahn erreicht habe, die Solarkollektoren ausgefahren wurden und die Kommunikation erfolgreich hergestellt wurde.